# Air Arabia Egypt
Air Arabia Egypt (in arabo العربية للطيران مصر‎?) è una compagnia aerea low-cost egiziana. La compagnia è una joint venture tra la Egyptian travel and tourism company, Travco Group, e Air Arabia.
La sede dell'azienda si trova ad Alessandria d'Egitto.
La compagnia aerea ha ottenuto il COA dalle autorità egiziane il 22 maggio del 2010 ed ha iniziato le attività commerciali il 1 giugno dello stesso anno. La compagnia ha come hub principale l'aeroporto Borg El Arab in Alessandria d'Egitto.

## Storia
In data 9 settembre 2009, Air Arabia annunciò alla stampa che avrebbe fondato una nuova compagnia aerea con sede in Egitto insieme al gruppo Travco per incrementare il turismo in Egitto e per espandere la propria rete di destinazioni. Il gruppo Travco è la più grande compagnia turistica dell'Egitto.

## Operazioni
Durante la conferenza della Arab Air Carriers Organization nell'ottobre 2009, il CEO di Air Arabia Adel Ali ha indicato che la nuova compagnia aerea avrebbe operato da Alessandria, da una base vicino al Mar Rosso (Sharm el-Sheikh o Hurghada) e dal Cairo. "L'Egitto ha esigenze diverse", disse, in contrasto con le poche basi stabilite da Air Arabia negli Emirati e in Marocco.

## Flotta
A dicembre 2022 la flotta di Air Arabia Egypt è così composta: